# Helina poeciliventris
Helina poeciliventris är en tvåvingeart som beskrevs av Malloch 1922. Helina poeciliventris ingår i släktet Helina och familjen husflugor. Inga underarter finns listade i Catalogue of Life.